# Elseya albagula
Elseya albagula, vulgarmente conhecida em inglês como white-throated snapping turtle (em português: tartaruga-de-garganta-branca), é a maior espécie de cágado da família Chelidae, com uma carapaça que chega a atingir cerca de 45 cm de comprimento. Atualmente, encontra-se em perigo crítico de extinção.
Esse cágado é uma espécie endêmica do sudeste da Queensland, Austrália, ocorrendo apenas nas bacias dos rios Burnett, Mary e Fitzroy. A espécie é inteiramente aquática, raramente chega à costa e é principalmente herbívora, alimentando-se de frutos e brotos de vegetação ripária, algas e grandes plantas aquáticas.
Proposta como uma espécie por John Goode na década de 1960, E. albagula foi descrita apenas em 2006.
A localidade-tipo da espécie é o rio Burnett, no sudeste de Queensland, mas a espécie também é encontrada nas bacias dos rios Mary e Fitzroy, ao norte do rio Burnett. Alguns autores argumentaram que cada um desses rios apresentava diferentes espécies, mas análises de DNA, morfológicas e morfométricas não o sustentam.

## Etimologia
O nome específico, albagula, é derivado do latim alba, que significa "branco"; e do substantivo gula, "garganta", ambos femininos. Assim, o nome significa "garganta-branca", e se refere à garganta branca ou cremosa comumente vista nas fêmeas adultas desta espécie.[carece de fontes?]